# Service Civil International
Service Civil International (SCI) este o mișcare pentru pace și o organizație internațională non-guvernamentală pe bază de voluntariat, cu 40 de filiale și peste 90 de parteneri și grupuri internaționale în toată lumea. 
În 1919 Pierre Cérésole., un inginer elvețian, activitist împotriva războiului a fost invitat la  Comunitatea Internațională a Reconcilierii (IFOR) - o rețea de pacifiști și organizații pacifiste - ca urmare a activităților sale anti-război. Aflându-se printre activiști si organizații care împărtășesc aceleași idei, acesta a creat bazele mișcării SCI în 1920.

## Viziune, misiune și valori
Viziunea SCI este o lume a păcii, a justiției sociale și a dezvoltării durabile, în care toți oamenii trăiesc împreună cu respect reciproc și fără a recurge la nicio formă de violență pentru a rezolva conflictele.
Misiunea SCI este de a promova o cultură a păcii prin organizarea de proiecte de voluntariat internațional cu impact global și local.
Valorile SCI sunt voluntariatul, non-violența, drepturile omului, solidaritatea, respectul pentru mediul inconjurător, incluziunea, împuternicirea și cooperarea.
Cu scopul de a promova pacea SCI organizează proiecte de educație non-formală, campanii online si alte inițiative având la bază educația pentru pace, înțelegere și solidaritate internațională, justiție socială, dezvoltare durabilă și respect pentru mediul inconjurător.
Conform constituției SCI de a trăi împreună respectându-se reciproc și fără să recurgă la violență pentru a rezolva conflicte.

## Structura internațională

##### Filiale și grupuri
SCI este format din 40 de filiale și grupuri din întreaga lume începând colaboreze cu țări din continentul asiatic încă din anii 1930. Filialele sunt membri cu drepturi depline ai SCI și au drept de vot la Întalnirea Comitetului Internaționale (ICM). Grupurile sunt organizații care pot fi observatori la ICM și lucrează pentru a deveni membri cu drepturi depline. Filialele și grupurile lucrează independent în propria țară la schimbul de voluntari și la coordonarea proiectelor, lucrând pentru misiunea SCI de a promova o cultură a păcii. Acest mod de lucru descentralizat consolidează cooperarea strânsă și consultarea cu comunitățile locale.

##### Parteneri
SCI colaborează cu organizații partenere din întreaga lume. Organizațiile partenere sunt organizații independente, dar care împărtășesc aceleași idei și care derulează, de asemenea, proiecte internaționale de voluntariat. Filialele SCI și partenerii cooperează în multe moduri, dar în principal prin schimburi de voluntari și proiecte la nivel național și internațional. De asemenea, organizațiile partenere pot participa activ la grupuri de lucru internaționale sau pot coopera cu alți parteneri și filiale. Acestea nu sunt însă membri cu drepturi depline ai SCI.

#### Reuniunea Comitetului Internațional (ICM)
Cel mai înalt organism decizional al SCI este Reuniunea Comitetului Internațional (ICM), adunarea generală, formată din delegați ai filialelor, care decid cu privire la strategia si prioritățile SCI. Aceasta are loc de două ori pe an, de obicei în iunie și decembrie, și ia decizii pentru întreaga mișcare.

#### Comitetul executiv internațional (IEC)
IEC este consiliul internațional al SCI, responsabil de gestionarea acestuia și de asigurarea îndeplinirii oricărei decizii convenite de ICM. Acesta are responsabilitatea și datoria de a lua decizii între ICM-uri, precum și de a monitoriza progresul SCI în planul său strategic. IEC este, de asemenea, responsabil de supravegherea bugetului internațional.

#### Secretariatul internațional (IS)
Partea operativă a coordonării internaționale a SCI este asigurată de Secretariatul Internațional, un birou format din personal și voluntari cu sediul în Anvers (Belgia). IS sprijină mișcarea în atingerea obiectivelor sale strategice, se bazează pe rezultatele obținute și amplifică impactul filialelor, grupurilor si partenerilor. Personalul și voluntarii sprijină cu gestionarea zilnică și oferă diferite modalități de sprijin atât pentru mișcarea internațională, cât și pentru filiale individuale.

#### Grupuri de lucru
Grupurile de lucru fac parte din structura SCI, deoarece sunt responsabile de aspectele tehnice și de promovarea, facilitarea și evaluarea schimburilor de voluntari între filialele/grupurile SCI și parteneri, precum și de calitatea proiectelor prin concentrarea pe domenii tematice specifice, cum ar fi sustenabilitatea, genul și incluziunea.

#### Voluntari
Voluntarii sunt nucleul SCI. Multe activități sunt organizate de voluntari, fie pentru voluntari, fie pentru public. Pentru SCI, voluntariatul nu este doar o metodă de a realiza solidaritatea și de a promova o cultură a păcii, ci este o valoare în sine. 

## Istoria SCI

#### Începuturile SCI
SCI a fost fondat de Pierre Cérésole, un inginer elvețian, care a creat o mișcare pacifistă și umanitară în urma Primului Război Mondial în 1920, punând astfel bazele SCI. În 1920, Cérésole a organizat prima tabără internațională de lucru (proiect de voluntariat) pe fostul câmp de luptă de la Verdun (Franța) pentru a reconstrui satul Esnes-en-Argonne, afectat de război. Printre participanți se aflau și trei germani, iar Cérésole dorea ca tabăra de lucru să fie un simbol al reconcilierii dintre Franța și Germania. Voluntarii au construit locuințe provizorii pentru săteni și au curățat terenurile agricole.

#### De la susținere la angajament social
În timp ce în primul deceniu al SCI, proiectele de voluntariat erau în principal servicii de ajutor pentru regiunile afectate de dezastre naturale, începând cu 1931, proiectele de voluntariat au fost implementate și în alte domenii ale angajamentului social, cum ar fi proiectele comunitare (Țara Galilor) și ajutorul pentru dezvoltare (India). În cursul anului 1934, în urma unui cutremur devastator în Bihar și Nepal, SCI a început să organizeze tabere de lucru în India. Prin organizarea acestor tabere de lucru, Pierre Cérésole a început să ilustreze importanța rețelelor politice și a motivației ideologice în internaționalizarea ajutorului pentru sinistrați în anii 1930.
De asemenea, au fost organizate proiecte umanitare; de exemplu, s-a acordat sprijin copiilor refugiați în timpul războiului civil spaniol și, douăzeci de ani mai târziu, orfanilor de război din Tunisia în timpul războiului pentru independența Algeriei.

##### Crearea unei organizații internaționale
Începând din 1920, SCI a organizat tabere de lucru și activități fără o structură formală în Franța, Elveția, Marea Britanie, India și alte țări. Pe măsură ce ideea taberelor de lucru s-a extins în alte țări după cel de-al Doilea Război Mondial, a fost înființată o asociație internațională a filialelor SCI cu un secretariat internațional inițial la Paris, actual in Anvers (Belgia). Schimbul de voluntari și organizarea taberelor de lucru au fost îmbunătățite (de exemplu, crearea unei asigurări pentru voluntari). Schimbul de voluntari a început sa ia amploare la nivel internațional având voluntari din Estul Europei ca participanți in tabere de lucru din Vestul Europei. Un exemplu ar fi cei 166 de voluntari Cehoslovaci care au participat în tabere de lucru organizate de filiala SCI din Marea Britanie în timpul Războiului Rece.

##### SCI în prezent
În prezent, SCI este format din 40 de membri (filiale/grupuri) și peste 90 de organizații partenere de pe toate continentele. Proiecte de voluntariat pe termen scurt și lung au loc în întreaga lume, iar procesele de aplicare au fost modernizate.
Mișcarea crede în continuare în promovarea păcii prin acte concrete de solidaritate și cooperare internațională, dar există și convingerea că pacea și atitudinile pașnice pot și trebuie să fie învățate. Acest lucru se realizează prin diverse forme de educație pentru pace pentru a învăța despre și din pace. Seminariile, programele de formare și atelierele în domeniul educației non-formale au devenit o metodă suplimentară importantă de lucru a SCI, care sprijină organizația în îndeplinirea misiunii sale de promovare a unei culturi a păcii.

## Networking
Cu scopul de a coopera si a ajunge la o lume unde pacea este prioritară, SCI face parte din mai multe forumuri, comunități și mișcări internaționale:
- CCIVS (Coordinating Committee of International Voluntary Service Organisations)
- YFJ (Forumul European al Tinerilor, in franceză Youth Forum Jeunesse)
- UNOY (United Network of Young Peacebuilders)
- United for Intercultural Action